# Raketligningen
Raketligningen er den simpleste matematiske model for en rakets fremdrift. Ligningen blev udledt af Konstantin Tsiolkovskij.

## Ligningen
Ligningen skrives: 
{\displaystyle \Delta v=v_{\text{e}}\ln \left({\frac {m_{0}}{m_{\text{f}}}}\right)}
hvor:
{\displaystyle \Delta v=v_{\mathrm {efter} }-v_{\text{før}}}: tilvæksten af rakettens fart
{\displaystyle v_{\text{e}}}: farten hvormed rakettens brændsel udstødes i forhold til raketten
{\displaystyle m_{0}}: rakettens begyndelsesmasse
{\displaystyle m_{\text{f}}}: rakettens masse uden brændstof
Ligningen kan bruges til at beregne en rakets endelig fart, når alt brændstof er brugt.

## Udledning
En raket udskyder masse med en rate {\displaystyle \alpha } og en hastighed {\displaystyle v_{\text{e}}} i forhold til raketten selv. For en infinitesimal udskudt masse {\displaystyle -{\text{d}}m} er den infinitesimale impuls {\displaystyle {\text{d}}p}:
{\displaystyle {\text{d}}p=-v_{\text{e}}{\text{d}}m}
Selve raketten må have en lige så stor impulsændring i modsat retning jf. Newtons tredje lov. Raketten har massen {\displaystyle m} og oplever en infinitesimal hastighedsændring {\displaystyle {\text{d}}v}:
{\displaystyle {\text{d}}p=m{\text{d}}v}
Da impulsændringerne er lige store, har man:
{\displaystyle m{\text{d}}v=-v_{\text{e}}{\text{d}}m}
Dividerer man med massen og integrerer, har man:
{\displaystyle \int {\text{d}}v=-v_{\text{e}}\int {\frac {1}{m}}{\text{d}}m}
Og dermed:
{\displaystyle v=-v_{\text{e}}\ln(m)+c}
hvor {\displaystyle c} er integrationskonstanten.
I begyndelsen vil raketten have massen {\displaystyle m_{0}} og ikke bevæge sig, hvilket betyder, at:
{\displaystyle c=v_{\text{e}}\ln(m_{0})}
Altså har man:
{\displaystyle {\begin{aligned}v&=-v_{\text{e}}\ln(m)+v_{\text{e}}\ln(m_{0})\\v&=v_{\text{e}}\ln \left({\frac {m_{0}}{m}}\right)\\v&=v_{\text{e}}\ln \left({\frac {m_{0}}{m_{0}-\alpha t}}\right)\end{aligned}}}
hvor {\displaystyle t} er tid. Man har nu en bevægelsesligning for raketten. Kalder man massen af en tom raket {\displaystyle m_{\text{f}}} og den maksimale hastighed {\displaystyle \Delta v}, finder man denne relation:
{\displaystyle \Delta v=v_{\text{e}}\ln \left({\frac {m_{0}}{m_{\text{f}}}}\right)}
hvilket er raketligningen, som den typisk bliver præsenteret. Det ses, at rakettens endelige hastighed bliver højere, jo større del af raketten er brændstof. Man kan tilsvarende skrive:
{\displaystyle {\frac {m_{0}}{m_{\text{f}}}}={\text{e}}^{\frac {\Delta v}{v_{\text{e}}}}}
med den kan man beregne, hvor meget brændstof er nødvendigt for at opnå en bestemt sluthastighed.